# Brachyscelidiphaga aeschyli
Brachyscelidiphaga aeschyli är en stekelart som beskrevs av Girault 1931. Brachyscelidiphaga aeschyli ingår i släktet Brachyscelidiphaga och familjen puppglanssteklar. Inga underarter finns listade.